# Danssport
Danssport is dansen als sportactiviteit. De term wordt gebruikt voor dansen die in competitie- of wedstrijdverband worden beoefend.
Oorspronkelijk betrof het stijldansen, maar tegenwoordig worden vele dansen in (inter)nationaal wedstrijdverband beoefend. Voor deze vormen van dansen is dus, naast de recreatieve beoefening van de dans, ook een wedstrijdcircuit. Voor bijvoorbeeld stijldansen zijn in meerdere categorieën (maar altijd paarsgewijs) internationale wedstrijden. Danssport is een kandidaat-olympische sport en was dat ooit in de jaren dertig. Op de Wereldspelen in 2005 was dansen een van de medaillesporten.

## Organisatie
De historie van dansorganisaties gaat terug tot ver voor de Tweede Wereldoorlog.
Hier is beschreven wat er na de Tweede Wereldoorlog in Nederland heeft plaatsgevonden. Vanuit de NADC zijn eind jaren 60 een aantal verenigingen voortgekomen. De Nederlandse Amateur Danssport Bond NADB kwam voort uit de International Council of Amateur Dancers ICAD (huidige WDSF) en verwierf de licentie voor internationale erkenning. Een andere landelijke bond die ontstond was de Nederlandse Danssport Organisatie NDO. De NDO was geschoeid op een andere leest: de bond organiseerde de wedstrijden daar waar de NADB de organisatie overliet aan wedstrijdorganisatoren (in de praktijk veelal stichtingen).
Gedurende enige jaren was de NADB veruit de grootste landelijke bond en beperkte de NDO zich met name tot west Nederland.
De SOND splitste zich af van de NADB om redenen van kosten en de afstand tot de landelijke wedstrijden. De SOND richtte (en richt) zich op regionale wedstrijden in het Oosten van het land.
Bij het verkrijgen van het volledige lidmaatschap van NOC*NSF in 1997 is de naam Nederlandse Amateur Danssport Bond gewijzigd in Nederlandse Algemene Danssport Bond.
In de latere jaren zijn er nog andere dansbonden op het toneel verschenen als: NVAD, SOND, DMN, ZWN, Brado, DaVeNO, Andos en Limburg Danst.
Een eenvoudige constatering is dat de danssport zeer versnipperd georganiseerd is.
De leden van de deze verenigingen bestaan voornamelijk uit dansleraren, professionals en enkele danssportverenigingen. De dansers zelf zijn geen stemgerechtigd lid.
In het begin van deze eeuw ontstond er druk vanuit NOC*NSF om de NADB 1. te democratiseren en 2. om te vormen dan wel te verbreden naar een koepel voor alle dansante vormen.
Bij de NADB is vervolgens een democratiseringsgolf op gang gekomen door de installatie van een Atleten Commissie in 2003 die ijverde voor o.a. meer zeggenschap voor de dansers. Deze Atleten Commissie werd later omgevormd tot de Vereniging van Dansers in Nederland, waarvan alle dansers van de NADB lid waren en dat een volwaardig NADB-lid werd. Nog later werd de NADB verder omgevormd en inmiddels geldt dat dansers individueel lid zijn.
Een danskoepel om alle dansante vormen te verenigen onder een bond aangesloten bij NOC*NSF is tot op heden niet tot stand gekomen, ondanks diverse pogingen.
Samenwerken tussen de verschillende bonden gebeurt op verschillende manieren door middel van bijvoorbeeld convenanten over deelname aan elkaars wedstrijdcircuit.
NDO, NVAD, DMN en ZWN hebben hun wedstrijdcircuit op elkaar afgestemd en presenteren de landelijke wedstrijden onder een noemer: WDC Dutch Amateur League, naar analogie van het international amateur circuit dat vanuit de World Dance Council (WDC) wordt gefaciliteerd. Dit Nederlandse circuit wordt gefaciliteerd door beroepsorganisatie Dancemasters, lid van WDC.
Op professioneel gebied zijn er ook verschillende bonden actief. We noemen hierbij de vakorganisaties DanceMasters, en de NVD (Nederlandse Vereniging van Dansleraren), de laatste bekend als Swinging World Nederland.
Ook voor het opleiden van dansleraren is er meer dan een organisatie in Nederland die zich daarmee bezighoudt: Dancemasters, Dans Educatie Nederlands en ANDOS. Daarnaast kan een danser ook besluiten om zich internationaal te laten scholen, bijv. in Engeland, de bakermat van het ballroomdansen. Het beroep van dansleraar is in Nederland niet beschermd.
Internationaal is de danssport ook versnipperd. De World DanceSport Federation (WDSF), IOC-lid en voorheen International DanceSport Federation (IDSF), is van origine een internationale sportkoepel voor amateurdansers, maar kent inmiddels ook een professional division (daartoe gedwongen door IOC die eist dat alle aangesloten bonden ook professionals moet faciliteren). De WDSF vertegenwoordigt meer dan 90 landen over de hele wereld (januari 2012).
De tegenhanger van de WDSF is de WDC. De World Dance Council (WDC), van 1996 tot 2006 bekend als de World Dance & Dance Sport Council (WD&DSC), is eveneens een internationale overkoepelende organisatie en van origine voor professionals. De WDC faciliteert inmiddels ook een amateur danswedstrijd circuit, de zogenaamde Amateur League.
Het voornaamste verschil tussen deze twee koepels is het ledenbestand: de WDC is een in Engeland geregistreerd bedrijf dat wereldwijd vakorganisaties organiseert. De leden bestaan, via de vakorganisaties, uit professionals en gedipolmeerde dansleraren. De WDSF organiseert dansbonden die -in principe- op hun beurt georganiseerd zijn volgens het verenigingsprincipe, de oorspronkelijke amateurbonden. De leden bestaan, indirect via de landelijke bonden, uit alle stakeholders, waaronder de danssporters.
Een praktisch merkbaar verschil voor danssporters bestaat uit het verschil van wedstrijdorganisatie. De WDC staat voor open wedstrijden, wat inhoudt dat het niet uitmaakt waar een danssporter is geregistreerd (lees: bij welke dansbond of organisatie hij/zij aangesloten is). De WDSF daarentegen laat alleen bij haar organisatie aangesloten paren toe en staat deze paren niet toe om deel te nemen aan open wedstrijden. In 2012 is deze regel door de WDSF aangepast. Alleen deelnemers aan EKs en WKs worden uitgesloten wanneer zij in het afgelopen jaar hebben deelgenomen aan een EK of WK van een andere dansorganisatie. Verder staat het de danssporters vrij om te dansen waar ze willen. [De reden hiervoor is overigens vrij simpel: WDSF (en NADB) vallen onder verenigingsrecht en hebben daarmee de macht danssporters te houden aan de reglementen (waar de danssporters zelf weer zeggenschap over hebben). Voor de WDC als beroepsorganisatie geldt dit in principe niet, en de reglementen zijn 'aanvechtbaar'. Voorbeeld uit het verleden van de NADB is bijvoorbeeld het aanvechten in een rechtszaak van het feit dat een danspaar uit een man en een vrouw moest bestaan.]
In België wordt de danssport vertegenwoordigd door de Belgische DansSport Federatie (BDSF), met haar Vlaamse vleugel Danssport Vlaanderen en haar Waals-Brusselse vleugel Fédération Wallonie-Bruxelles de Danse Sportive (FWBDS).
Naast deze ballroom dansen, ook wel stijldansen genoemd, zijn er nog vele andere bonden betrokken bij allerlei andere dansstijlen als: hiphop, rolstoeldansen, twirl, salsa, street dancing, flamenco, ballet, Argentijnse tango, line dancing, rock en roll, en ga zo maar door.
De World Rock'n'Roll Confederation (WRRC) is verbonden aan de WDSF en organiseert de internationale rock-'n-rolldanstoernooien en -kampioenschappen. In België gebeurt dit door de Belgische Rock 'n' Roll en Boogie-Woogie Federatie (BRBF-FBRB) en in Nederland door de NRRA (Nederlandse Vereniging voor Rock 'n Roll, Boogie, Swing en Acrobatische Dansvormen).
De Stichting Streetdance Nederland (SSN) is een nationale streetdanceorganisatie die is aangesloten bij de NADB en binnen Nederland streetdance, breakdance en electric boogie vertegenwoordigt. Internationaal is deze organisatie aangesloten bij de International Dance Organization (IDO). De IDO vertegenwoordigde in januari 2012 90 landen over de hele wereld en is weer aangesloten bij de World DanceSport Federation (WDSF) en de World Dance Council (WDC).

## Danssport en de Olympische Spelen
In 1997 heeft het Internationaal Olympisch Comité (IOC) de danssport officieel erkend als sport, waardoor de WDSF een door het IOC erkende sportfederatie werd. Ondanks druk van het WDSF is de danssport tot nu toe geen olympische medaillesport. Wel is de danssport een sport op de Wereldspelen. In 2005 was het daar een van de medaillesporten. Ook is het een medaillesport op de Aziatische Indoorspelen.
De WDSF onderscheidt in danssport de secties Ballroomdans (ook wel standaarddans), Latijns-Amerikaanse dans en Ten Dance. Naast deze internationaal vertegenwoordigde "secties" worden ook (inter)nationale wedstrijden gehouden. Ook kunstrijden op de schaats of ijsdansen kan als danssport worden gezien.

## Stijldanssport
In 1909 werden in Parijs de eerste wereldkampioenschappen stijldansen gehouden. Tegenwoordig organiseren verschillende organisaties in Nederland en België stijldanswedstrijden. Zoals de hierboven genoemde NADB en de Nederlandse Danssport Organisatie. Er is een druk wedstrijdcircuit, zowel in Nederland als in België, met in het dansseizoen meerdere wedstrijden per maand.
Stijldansen als sport wordt beoefend in drie categorieën, elke in diverse leeftijdsklassen:
- Standaarddansen
- Latijns-Amerikaanse dansen
- Formatiedansen, zowel standaard- als Latijns-Amerikaanse dansen

Formatiedansen is een discipline waarin meerdere dansparen tegelijk een choreografie dansen in een wedstrijd tegen andere teams.
Ten Dance is een discipline waarin alle standaard- en latindansen worden gedanst.
Het tot expressie brengen van het typische van de dans is belangrijk. Rumba bijvoorbeeld wordt beschouwd als de dans van verlangen en liefde. In de paso doble is de man de matador uit het stierengevecht, de vrouw is de cappa. Elke dans heeft zijn verhaal.
In het studentencircuit worden speciale studentenwedstrijden gehouden, zoals het European Tournament for Dancing Students en het Nederlands Toernooi voor Dansende Studenten.

## Rock-'n-rolldanssport
De rock-'n-rolldanssport bestaat uit acrobatische rock-'n-roll, boogiewoogie en lindyhop. In Nederland worden jaarlijks 6 wedstrijden boogiewoogie en een Nederlands kampioenschap gehouden. Acrobatische rock-'n-roll is in Nederland een kleinere sport, maar ook daarvan werden in het seizoen 2005-2006 zes wedstrijden en een Nederlands kampioenschap gehouden. Er zijn in Nederland geen wedstrijden lindyhop.
In België is een uitgebreider wedstrijdcircuit en worden ook wedstrijden voor lindyhop georganiseerd.
De wereldkampioenschappen acrobatische rock-'n-roll werden in 2005 in Eindhoven gehouden, samen met de World Cup Boogie Woogie. De twee voorafgaande jaren was het Nederlands-Belgische paar Johnny Coomans en Nathalie van Iersel wereldkampioen acrobatische rock-'n-roll geworden. In Eindhoven wonnen Christophe Payan en Diane Eonin.